# Кодинці
Кодинці — козацько-старшинський, згодом — дворянський рід, який походить від Кирила Кодинця (р. н. невід. — п. після 1721), лукомського городового отамана (1699, 1704). Його сини: Мартин (р. н. невід. — п. після1732) — лукомський сотник (1717–32); Мойсей (р. н. невід. — п. перед 1772) — городиський сотник (1735–62), полковник 1-го компанійського охочекомонного полку (1762 — імовірно, 1772); Іван (р. н. невід. — п. перед 1772) — городиський сотник (1762 — імовірно, 1772). Його онук — Антон Іванович (р. н. невід. — п. після 1792) був сотником 2-го компанійського полку (1765–72) та сотником 2-ї Зіньківської сотні (1772–82). Інші представники роду обіймали посади військових товаришів і бунчукових товаришів.
Рід внесений до 2-ї та 3-ї частин Родовідної книги Полтавської губернії.